# Armand Pierre Caussin de Perceval
Armand Pierre Caussin de Perceval, född den 13 januari 1795 i Paris, död där den 15 januari 1871, var en fransk orientalist. Han var son till Jean Jacques Antoine Caussin de Perceval.
Caussin de Perceval blev 1835 efter sin far professor i arabiska språket och litteraturen vid Collège de France och 1849 medlem av Franska institutet. Hans främsta verk är Essai sur l'histoire des arabes avant l'islamisme (1847–1849).